# Trichonotus setiger
Trichonotus setiger és una espècie de peix de la família dels triconòtids i de l'ordre dels perciformes.

## Descripció
- Fa 22 cm de llargària màxima.
- 39-41 radis tous a l'aleta dorsal (els dels mascles són allargats).[3][4][5]

## Hàbitat i distribució geogràfica
És un peix marí i d'aigua salabrosa, associat als esculls i de clima tropical, el qual viu (en grans concentracions) als vessants costeruts i sorrencs de Maurici, Reunió, l'Índia, Indonèsia, Papua Nova Guinea, les illes Filipines, Taiwan, el Japó (incloent-hi les illes Ogasawara) i Austràlia.

## Observacions
És inofensiu per als humans, s'amaga a la sorra per a passar desapercebut i, normalment, roman sobre el fons marí (llevat dels moments en què l'abandona per a alimentar-se del zooplàncton que sura a la columna d'aigua).